# Summertime Saga
Pour les articles homonymes, voir Summertime (homonymie).
Summertime Saga est un jeu vidéo de type roman visuel érotique créé en 2016 par le développeur Kompas Productions. Le titre gratuit est sorti sur les plateformes Windows, MacOS, Linux et Android.
Le joueur incarne un adolescent américain peu avant d'obtenir son diplôme d'études secondaires. Le joueur prend des décisions pour le protagoniste sur la façon dont il passe sa dernière année d'école, les activités et les emplois à temps partiel qu'il poursuit et entretient des relations avec un certain nombre de femmes. Le jeu se joue selon le schéma classique du pointer-cliquer.
Le projet est l'un des plus populaires sur la plateforme de financement participatif Patreon. Son développement est soutenu par plus de 66,000 contributeurs et récolte 74,000 dollars américains par mois. Cela en fait le jeu érotique le plus promu sur la plateforme,.

## Développement
Le jeu a été créé à l'aide du moteur de roman visuel Ren'Py. Initialement lancé comme un projet de loisir de l'artiste indépendant sous le pseudonyme DarkCookie et publié pour la première fois en 2016, une équipe de sept personnes travaille désormais pour la société Kompas Productions, fondée sur le succès du jeu.
Contrairement à de nombreux jeux comparables du genre, Summertime Saga s'appuie sur un style dessin animé au lieu d'un look anime ou 3D. Le style de dessin ressemble davantage aux personnages du magazine satirique Mad. Bien que le jeu lui-même soit téléchargeable et jouable gratuitement, les utilisateurs qui soutiennent le développement du jeu via un abonnement mensuel sur Patreon reçoivent des informations supplémentaires sur le processus de développement et ont la possibilité de voter pour le futur contenu du jeu.

## Réception
Summertime Saga représente un comportement sexuel relativement sain pour son genre, mais hétéronormatif. Le protagoniste ne semble ni manipulateur ni coercitif et les rapports sexuels représentés sont toujours consentis. Le scénario entourant la relation du protagoniste avec un personnage transsexuel a été écrit avec une sensibilité particulière. Cependant, une représentation marginalisante de la transsexualité comme un fétichisme est critiquée.
Le magazine de jeux PC Gamer a inclus le jeu dans sa liste des « Meilleurs jeux sexuels » publiée en 2023.